# Alioramini
De Alioramini zijn een groep Theropoda, behorend tot de Tyrannosauridae.
In 1995 benoemde George Olshevsky een geslachtengroep Alioramini om Alioramus een plaats te geven. De tribus omvatte alleen dit geslacht.
In 2014 werd door Lü Junchang, Yi Laiping, Stephen Brusatte, Yang Ling, Li Hua en Chen Liu een klade Alioramini gedefinieerd als de groep omvattende Alioramus remotus, en alle soorten nauwer verwant aan A. remotus dan aan Tyrannosaurus rex, Albertosaurus sarcophagus of Proceratosaurus bradleyi.
De groep bestaat uit grote roofsauriërs uit het Krijt van Azië. Behalve de twee soorten van Alioramus is ook Qianzhousaurus in de groep geplaatst.
De beschrijvers stelden enkele onderscheidende kenmerken vast die afwijkend waren van verwanten. De schedel is extreem lang en laag waarbij de snuit twee derden uitmaakt van de totale lengte.  De fenestra maxillaris is horizontaal sterk verlengd, 90% langer dan hoog. Het neusbeen draagt een reeks opvallende en van elkaar gescheiden verruwingen. Er staan per zijde minstens achttien tanden in de onderkaken.